# Margaret Hamburg

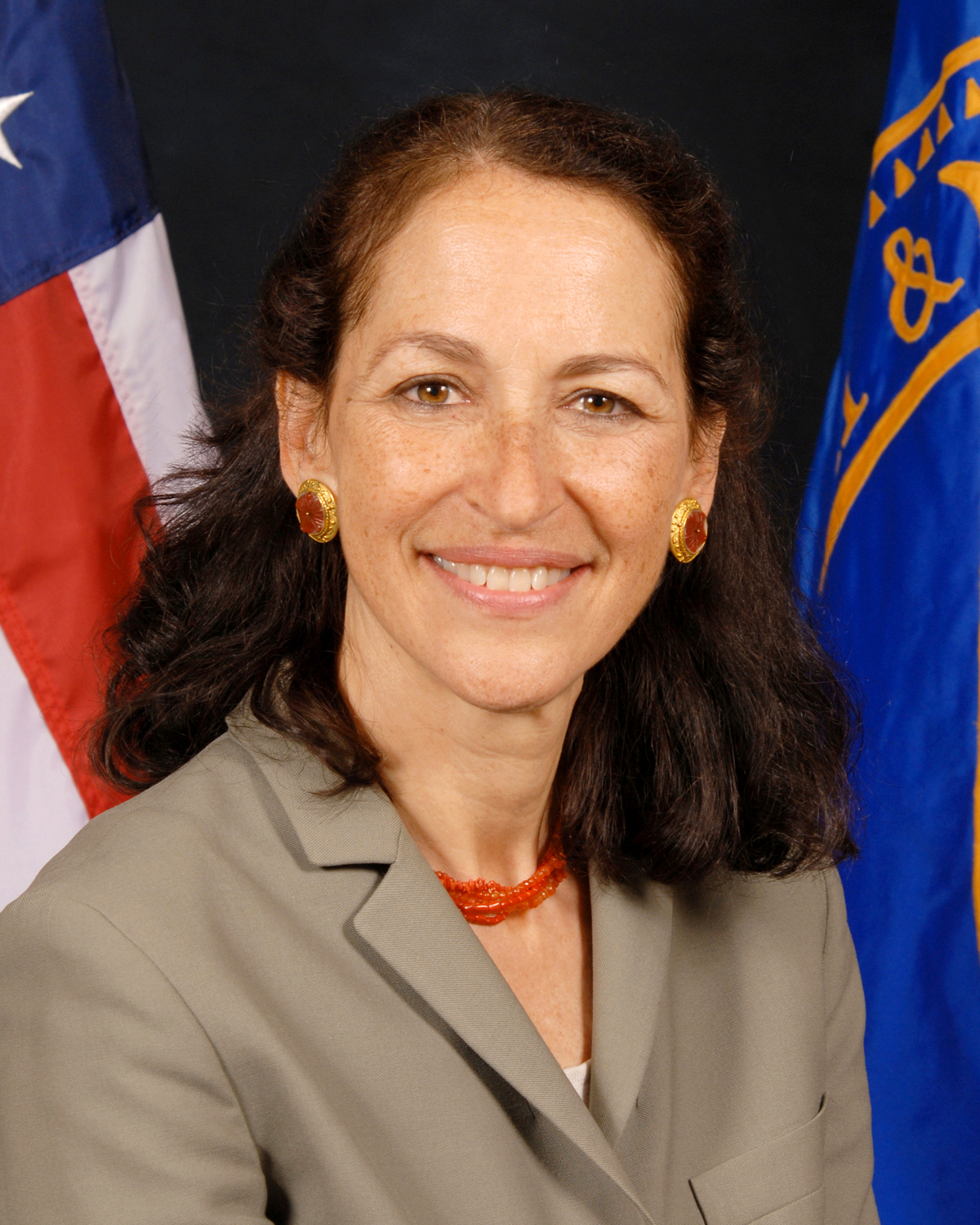
Margaret Hamburg (2009)

Margaret Hamburg (* 12. Juli 1955 in Chicago, Illinois) ist eine US-amerikanische Ärztin. Von 1991 bis 1997 war sie die Kommissarin für Gesundheit von New York City. Zwischen dem 22. Mai 2009 und 1. April 2015 war sie die Direktorin der US-amerikanischen Food and Drug Administration. 2020 wurde sie in die American Academy of Arts and Sciences gewählt, 2022 erhielt sie den AAAS Philip Hauge Abelson Prize.
Hamburg studierte am Radcliffe College und erhielt ihren M.D. von der Harvard Medical School.
Sie ist verheiratet mit Peter Fitzhugh Brown, das Paar hat zwei Kinder.